# Раевский, Гавриил Леонидович
Гаврии́л Леони́дович Рае́вский (1909—1990-е) — советский легкоатлет. Заслуженный мастер спорта СССР (1947). Отличник физической культуры (1947).
Выступал за Ашхабад, Харьков (с 1932); «Динамо».
Чемпион СССР 1935, 1937, 5-кратный рекордсмен СССР в прыжках с шестом, рекордсмен СССР в десятиборье (1937).

## Биография
Жил в Ашхабаде; в 1932 году переехал в Харьков, где поступил в Харьковский институт физической культуры.

### Спортивная карьера до войны
Раевский громко заявил о себе в 1934 году — на матче сборных Москвы, Ленинграда и Харькова он поделил первое место с Николаем Озолиным (оба взяли 3,80 м, по попыткам тоже было равенство). На чемпионате СССР 1934 года он не попал в призёры, но в конце лета он показал результат 3,87 м — лучший в сезоне в СССР.
1935 год прошёл в борьбе между Раевским и Озолиным за рекорд СССР, в которой последнее слово оказалось за Раевским — он первым в СССР преодолел рубеж 4 м; его последний рекорд 4,18 м стал лучшим результатом сезона в Европе. Хронология этого соперничества:
| Раевский в Харькове бьёт рекорд СССР, принадлежавший с 1931 года Владимиру Дьячкову: в конце мая — 3,945 м, а через две недели — 3,97 м. Озолин: «Весть о рекорде Раевского подхлестнула меня, и я решил во что бы то ни стало победить Гавриила». Летом оба спортсмена в составе сборной СССР поехали в Финляндию. - Гельсингфорс. Озолин побеждает в очной борьбе с результатом 3,90 м. После этого команда разделилась на две части. - Таммерфорс. Раевский берёт 3,96 м. - Або. Озолин — 3,97 м. Выборг. Раевский — 4,02 м. По возвращении Раевский устанавливает уже официальный рекорд СССР, превышающий 4 м — 4,015 м. В августе Озолин в Москве берёт 4,065 м; через 3 дня Раевский в Харькове — 4,085 м. В октябре в Ереване Озолин берёт сначала 4,10 м, а через 2 дня — 4,15 м; через неделю Раевский в Харькове — 4,18 м. |

И хотя на следующий год Озолин уже окончательно вернул себе рекорд, их встречи вплоть до войны вызывали неизменный интерес зрителей.
Озолин рассказывал о Раевском так:

Раевский вёл воистину спартанский образ жизни. Первую тренировку проводил в пять часов утра. Долгое время не женился, считая, что семейная жизнь не позволит всецело посвятить себя спорту. Умел прекрасно психологически настраиваться на прыжок.

Много нового он внёс в методику подготовки: на тренировках сближал стойки, чтобы планка казалась выше; тренировался в тяжёлых ботинках, с утяжелённым (за счёт насыпанной в него дроби) шестом — при этом его соревновательный шест был лёгким и гибким… Хват шеста у Раевского был уникальным: почти весь разбег он нёс шест одной рукой у плеча.

### Война и после войны
Сразу после начала Великой Отечественной войны Гавриил подал заявление в военкомат об отправке добровольцем на фронт. Однако ему было отказано — инструкция из Москвы требовала сохранять выдающихся спортсменов и тренеров (на том же основании первоначально отказали и его брату Ивану — известному тренеру; в 1943 году он погиб в боях под Харьковом).
На фронт удалось попасть через военкомат в Ашхабаде — там он был призван в январе 1942 года. Лейтенант Гавриил Раевский попал в 545-й стрелковый полк 389-й стрелковой дивизии, где стал разведчиком и снайпером (заядлый охотник, он выпросил одну из поступивших в полк винтовок с оптическим прицелом).
К последнему бою на счету Раевского было 173 убитых немецких солдата и офицера. В июне 1943 года в ходе боёв за Северный Кавказ командир стрелкового взвода старший лейтенант Раевский «выполняя приказ произвести разведку боем, один из первых ворвался на передний край немцев и сам лично уничтожил 5 немцев» (цитата из наградного листа). В этом бою он был тяжело ранен — пуля вошла в левый глаз и вышла через затылок. После сложнейшей операции в медсанбате его эвакуировали в тыл. Около 40 дней он находился без сознания, а когда пришёл в себя, не мог вспомнить, кто он такой (документы же отсутствовали). Его узнала работавшая в госпитале медсестрой известная спортсменка Галина Ганекер.
Спустя месяцы полупарализованный Раевский стал самостоятельно бороться за восстановление функций своего организма. Он преподавал физкультуру в школах Ашхабада и Фрунзе; в 1944 году вернулся в Харьков. Ему удалось почти невозможное — вернуться в большой спорт и дважды стать чемпионом Украины по прыжкам с шестом (первый раз — в 1947 году).
После войны Раевский преподавал на факультете физвоспитания Харьковского педагогического института, где одним из его учеников был Виталий Петров, будущий наставник Сергея Бубки.

## Спортивные достижения
|       | Прыжки с шестом | Прыжки с шестом | Десятиборье | Десятиборье |
| Место | Результат       | Место           | Результат   |             |
| ----- | --------------- | --------------- | ----------- | ----------- |
| 1935  | чемпион         | 4,00 м          |             |             |
| 1936  | 2-е место       | 3,90 м          | 2-е место   | 6105        |
| 1937  | чемпион         | 4,00 м          |             |             |
| 1938  | 2-е место       | 4,10 м          | 2-е место   | 6065        |
| 1939  | 2-е место       | 4,10 м          |             |             |
| 1940  | 2-е место       | 4,00 м          |             |             |

Рекорды СССР
```
прыжки с шестом     3,945           24.05.1935   
Харьков

                    3,97             6.06.1935   
Харьков

                    4,015            7.07.1935   
Киев

                    4,085           15.08.1935   
Харьков

                    4,18            15.10.1935   
Харьков

десятиборье         6397           8—9.08.1937   
Харьков
```

## Награды
- Медаль «За отвагу» (6 ноября 1947)[6]